# لورنا داير
لورنا داير (بالإنجليزية: Lorna Dyer)‏ هي راقصة على الجليد أمريكية، ولدت في 3 يوليو 1945 في سياتل في الولايات المتحدة.